# National Vigilance Association
National Vigilance Association (NVA) var en brittisk förening, grundad 1885.
NVA bildades för att stödja Criminal Law Amendment Act 1885 mot den vita slavhandeln som infördes efter The Maiden Tribute of Modern Babylon. Den var en del av den sociala renhetsrörelsen och verkade mot prostitution, vit slavhandel, pedofili, våldtäkt och för att skydda kvinnor och barn som uppfattades befinna sig i fara för detta. 
NVA var internationellt verksam och deltog som brittisk representant i den internationella kampanjen och kongresserna mot de vita slavhandeln.